# Griffith Island (Nunavut)
Griffith Island ist eine unbewohnte Insel im Territorium Nunavut, Kanada, und gehört zur Gruppe der Parry-Inseln in den Königin-Elisabeth-Inseln im Nordpolarmeer. 

## Lage
Die Insel liegt in der Barrow Strait südlich der Insel Cornwallis Island, von der sie durch die elf Kilometer breite Resolute Passage getrennt ist. Griffith Island ist 20 km lang, 12 km breit und besitzt eine Fläche von 189 km². An ihrem Südostkap Cheyne Point erreicht die Insel eine Höhe von 201 Metern.
Die Insel wurde am 23. August 1819 von William Parry auf seiner ersten Reise zur Suche nach der Nordwestpassage entdeckt und nach Rear Admiral Edward Griffith (1767–1832) benannt. Auf der Suche nach der verschollenen Franklin-Expedition überwinterte Horatio Thomas Austin, der Kapitän der Resolute, 1851 auf der Insel. In dieser Zeit stellte er viele Untersuchungen an und erkundete zusammen mit seinem Co-Kapitän George F. McDougall (1825–1871) die Meerenge zwischen Bathurst Island und Cornwallis Island, den McDougall-Sund.